# Texhoma (Texas)
Texhoma es una ciudad ubicada en el condado de Sherman en el estado estadounidense de Texas. En el Censo de 2010 tenía una población de 346 habitantes y una densidad poblacional de 70,39 personas por km².

## Geografía
Texhoma se encuentra ubicada en las coordenadas 36°29′37″N 101°47′38″O / 36.49361, -101.79389. Según la Oficina del Censo de los Estados Unidos, Texhoma tiene una superficie total de 4.92 km², de la cual 4.92 km² corresponden a tierra firme y (0%) 0 km² es agua.

## Demografía
Según el censo de 2010, había 346 personas residiendo en Texhoma. La densidad de población era de 70,39 hab./km². De los 346 habitantes, Texhoma estaba compuesto por el 90.17% blancos, el 0.87% eran afroamericanos, el 0.29% eran amerindios, el 0% eran asiáticos, el 0% eran isleños del Pacífico, el 6.94% eran de otras razas y el 1.73% pertenecían a dos o más razas. Del total de la población el 21.68% eran hispanos o latinos de cualquier raza.